# Perithemis tenera
Perithemis tenera là một loài chuồn chuồn ngô thuộc họ Libellulidae. Nó có kích thước rất nhỏ, chiều dài không hơn 25mm.
Con đực có cánh màu hổ phách hoặc vàng cam. Cả con đực và con cái đều có đốm đỏ.
Danh pháp của nó, tenera, có nghĩa thanh nhã và ám chỉ kích thước nhỏ của nó.
Loài này được Say mô tả khoa học đầu tiên năm 1840.

## Hình ảnh

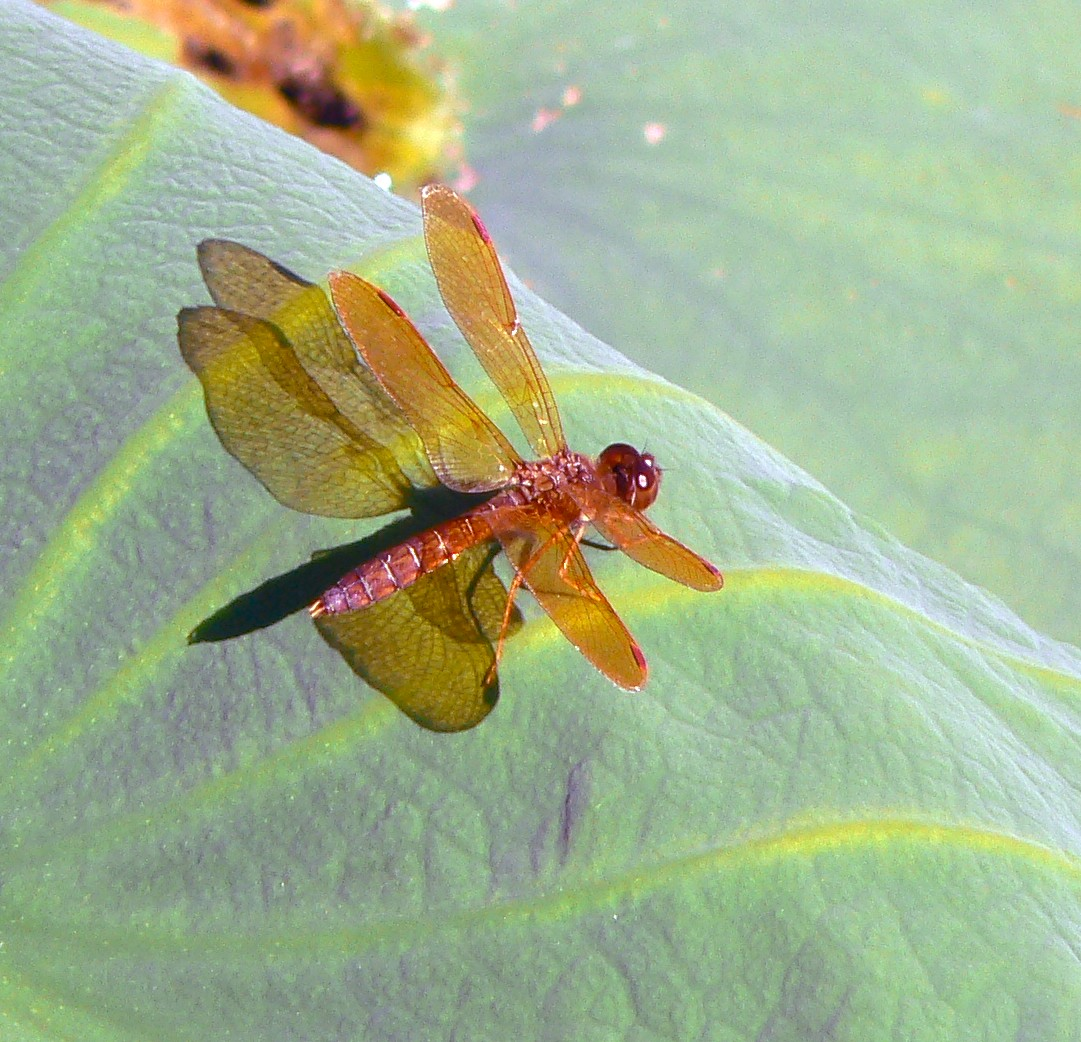
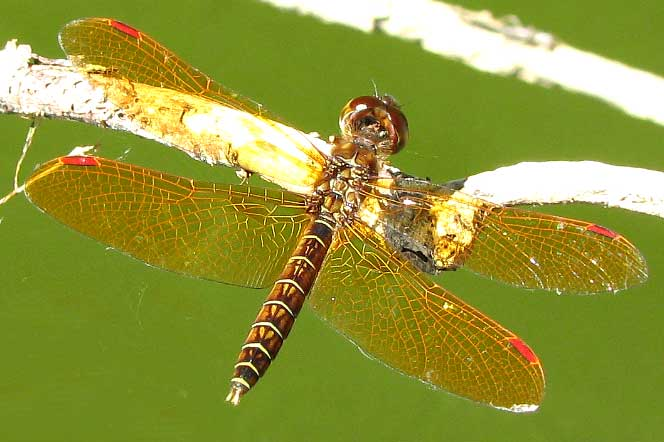
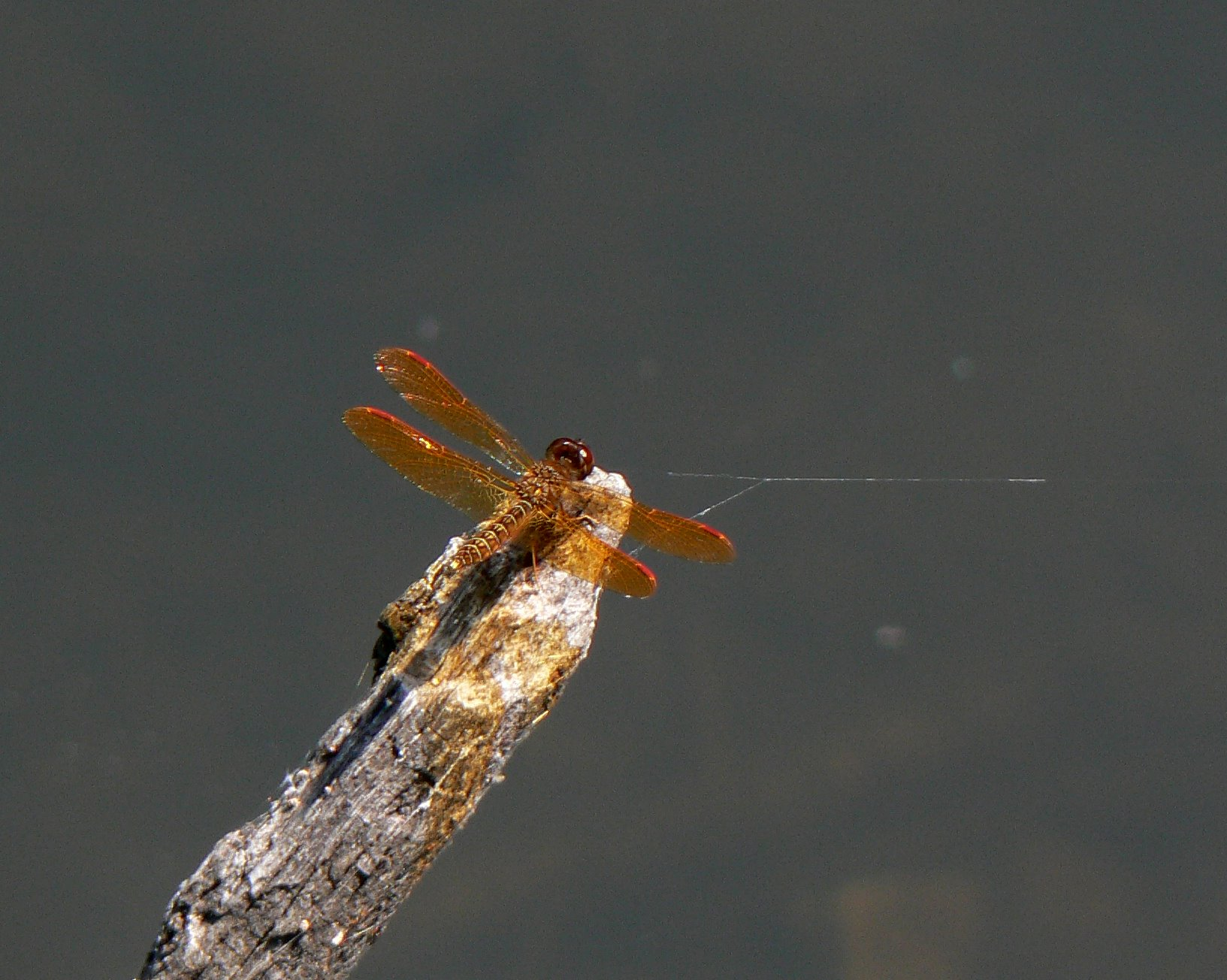
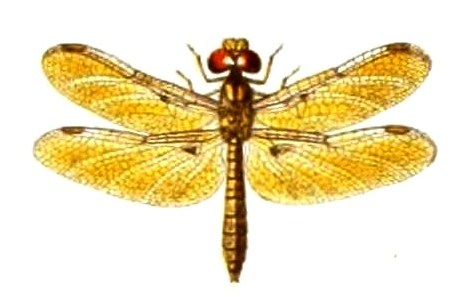